# Liptói-havasok
A Liptói-havasok a Tátra vonulatának nyugati része, hívják Nyugati-Tátrának is. Nagyobb részben Szlovákiában található, kisebb részben Lengyelországban. Németül Liptauer Alpennek (Liptói-Alpok) is hívják. A magyarországi németek egyébként gyakran hívják a Kárpátok magasabb vonulatait Alpoknak (pl.: a Fogarasi-havasokat Siebenbürgender Alpennek (Erdélyi-Alpoknak) is hívják).

## Leírása

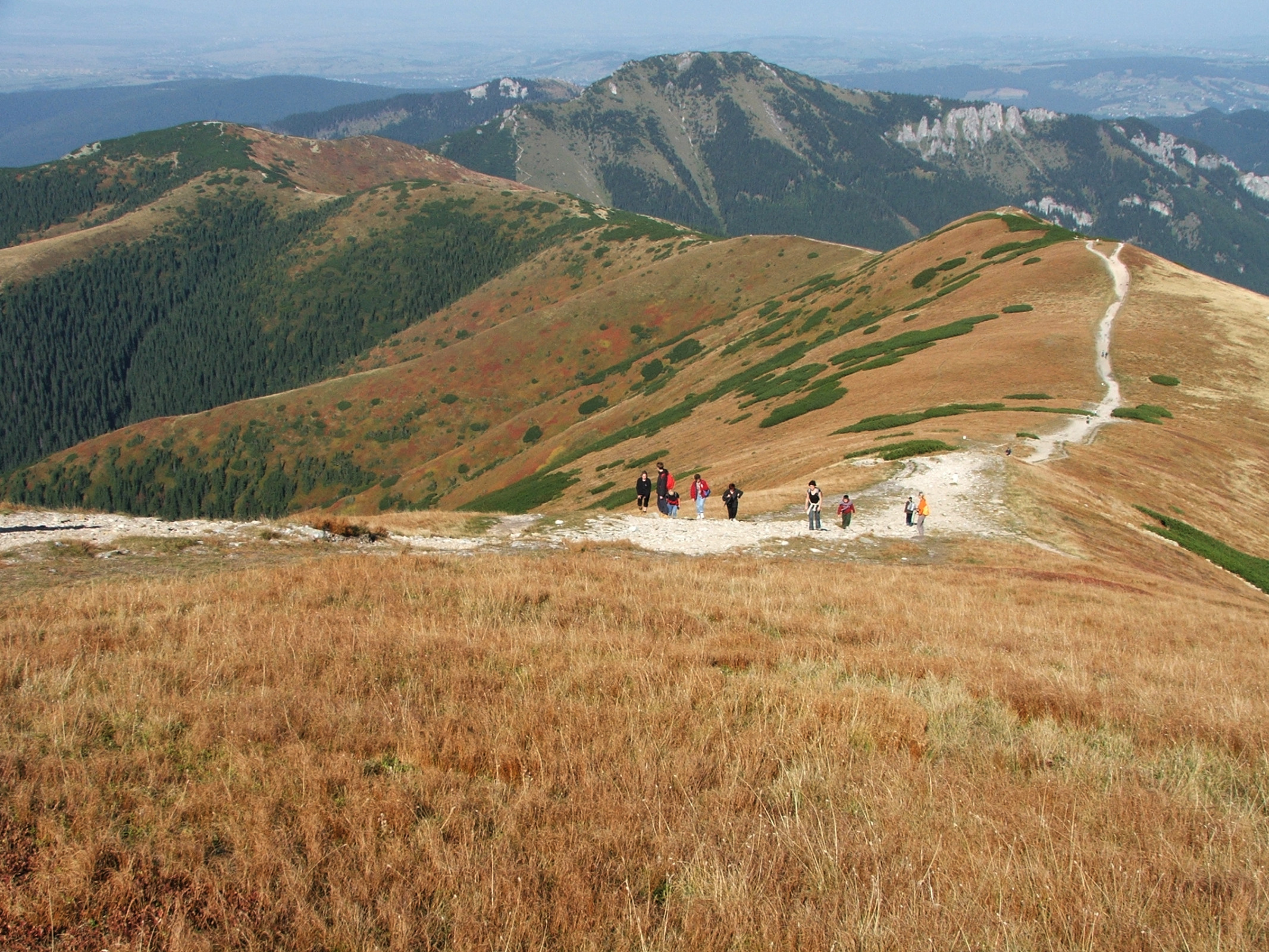
Liptói-havasok

A 37 kilométer hosszú főgerince a jégkorban eljegesedett, ma is az erdőhatár fölé emelkedik. A a legutóbbi jégkorszak idején a gerinc alatti firngyűjtőkből kiinduló 4–5 kilométer hosszú gleccserek 1100–1200 méterig ereszkedtek le. Az általuk kialakított teknővölgyek néhány kis  tengerszemet rejtenek. A kárfülkék között kanyargó sziklagerincből emelkedik ki legmagasabb csúcsa, a Bystrá (2248 méter). A hegység Lengyelországba is átnyúlik, ottani, északkeleti része karsztos magashegység.
A Kvacsani-völgytől, azaz a Kvacsan–Hutti–Bölényfalu vonaltól a Koprova-völgyig és Zavori-hágóig tart. Délen a Liptói-medencére néz, míg északon, a Sztudena-Latana-völgyön, illetőleg a Tomanova-hágón túl, az Árvába is átnyúló, s mind hegységünkkel, mind a Magas-Tátrával szorosan összefüggő; de főleg dolomitból és mészkőből kialakult Lengyel-Tátra csatlakozik hozzá. Bár hegyei megszakítás nélkül folytatják az Árva-Liptói-mészkőhegység vonulatát, a táj képe mégis erősen megváltozik: a hegység gerinces jelleget ölt s legalább félezer méterrel nagyobb magasságba emelkedik. A Kvacsani- és Bobróci- (jaloveci) völgyek közti szakasza még az előbbi hegység főanyagából: a kárpáti (Chocs-) dolomitból épült, geológiailag odatartozik s emiatt a két szomszédos hegység között mintegy az átmenetet képviseli, a Jaloveci-völgyön túl azonban már gránit bukkan elő; a Liptói-havasok és a Magas-Tátra fejedelmi csúcsait egészen a Kopa-hágóig legnagyobbrészt ebből az anyagból formálta a Természet mesteri keze. A Liptói-havasok déli oldalának (főleg a Baranyec és környékének) felépítésében a gneisz is jelentékenyen közreműködött. 
A hegység tehát a Magas-Tátrával geológiailag egyetlen egységet alkot, s attól inkább csak külső megjelenése és gyakorlati turistaszempontok alapján különítjük el. Alacsonyabb: a 2200 m-t csak egyetlen csúcsa a 2250 m-es Bisztra haladja meg, többi főcsúcsának zöme csupán a 2000–2200 m magasságot éri el. Szelídebb: csúcsai, gerincei szélesebb, túlnyomóan törmelékes-füves kúpok és hátak, csupán a Rohács és környéke mutat élesebb, vadabb formákat. Tengerszeme kevés s azok is igen aprók; északi oldalon a Rohács alatt négy, a déli oldalon a Volovec alatt (a Jamnicka-völgy legfelső katlanában) és a Koncsiszta (2071 m) alatt (a Racskova-völgy legfelső katlanában) két-két tengerszem rejtőzik. Völgyei enyhébbek és nem oly kifejezetten lépcsőzöttek, mint a tátraiak.    
Főgerince nagyjából Ny–K-i irányú, s a Kvacsani-völgy fölötti Osztri-vrch-től (1125 m) a Tomanova-hágóig (1689 m), illetőleg a Csendes-völgyig vonul; e hágótól északra már a Lengyel-Tátra hegyei emelkednek, a Csendes- és Koprova-völgyek közét kitöltő Nagy-Koprova-tető (2053 m) tömegét pedig a Zavori-hágó (1879 m) szintén inkább a Lengyel-Tátra gerincéhez kapcsolja.

## Vízrajza
Vizei a Vágot, Árvát és Dunajecet táplálják. Déli vizei egyszerűbb lefutásúak, hegyek közti szakaszuk aránylag rövid, de hosszan öntözik a Liptói-medencét, míg a Vágba jutnak. A Kvacsáni-patak nyugati ága a már említett festői völgyet vágta, a keleti, a Szuchy-patak völgye a Szürke-hegy (1806 m) és Osztra (1755 m) dolomit-tömegébe vágódik; a Jaloveci- (Bobróci) patak a Szalatinszky-vrch (2050 m), Szpalena (2084 m) és a Banovka (2178 m) lejtőiről fut le; a szmrecsáni patak a Placslivo (2126 m) oldalából veszi útját; a pribilinai patak két ág közül a Jamnicka-völgy vize a Volovec alatti, a Racskova-völgy vize a Koncsiszta alatti tengerszemekből fakad; ez a patak már annak a hatalmas Béla-pataknak mellékvize, melynek forrásvölgyei a Csendes- és Koprova-völgyek, a Liptói-havasokból jövő további mellékvizei pedig (a pribilinai pataktól K-re) a Bisztráról (2250 m) leszaladó Bisztra s a Kameniszta-hágó (1789 m) alatt fakadó Kameniszta-patak. Az e völgyek közt vonuló déli mellékgerincek (ezeken ülnek – akárcsak a Tátrában – a legmagasabb csúcsok: Baranec 2184,  Jakubina 2189 és Bisztra 2250 m) a Liptói-medence fölött meglehetősen szabályos vonalban végződnek, úgyhogy hegységünk a Liptói-medencét magas és tömör hegyfal gyanánt szegélyezi, melynek fenyőrengetegéből törpefenyővel, havasi rétekkel, törmelékkel foltozott, de helyenként sziklával is megrakott, nyugodt vonalú csúcsok hosszú sora tör elő.

## Hegycsúcsok
A 12 legmagasabb csúcsa:
- Bisztra (Bystrá) – 2248 méter
- Jakubina (Jakubina) – 2194 méter
- Baranec (Baranec) – 2184 méter
- Banikov (Baníkov) – 2178 méter
- Klin (Klin) – 2176 méter
- Bliszt (Blyšť) – 2169 méter
- Pahola (Pachol'a) – 2166 méter

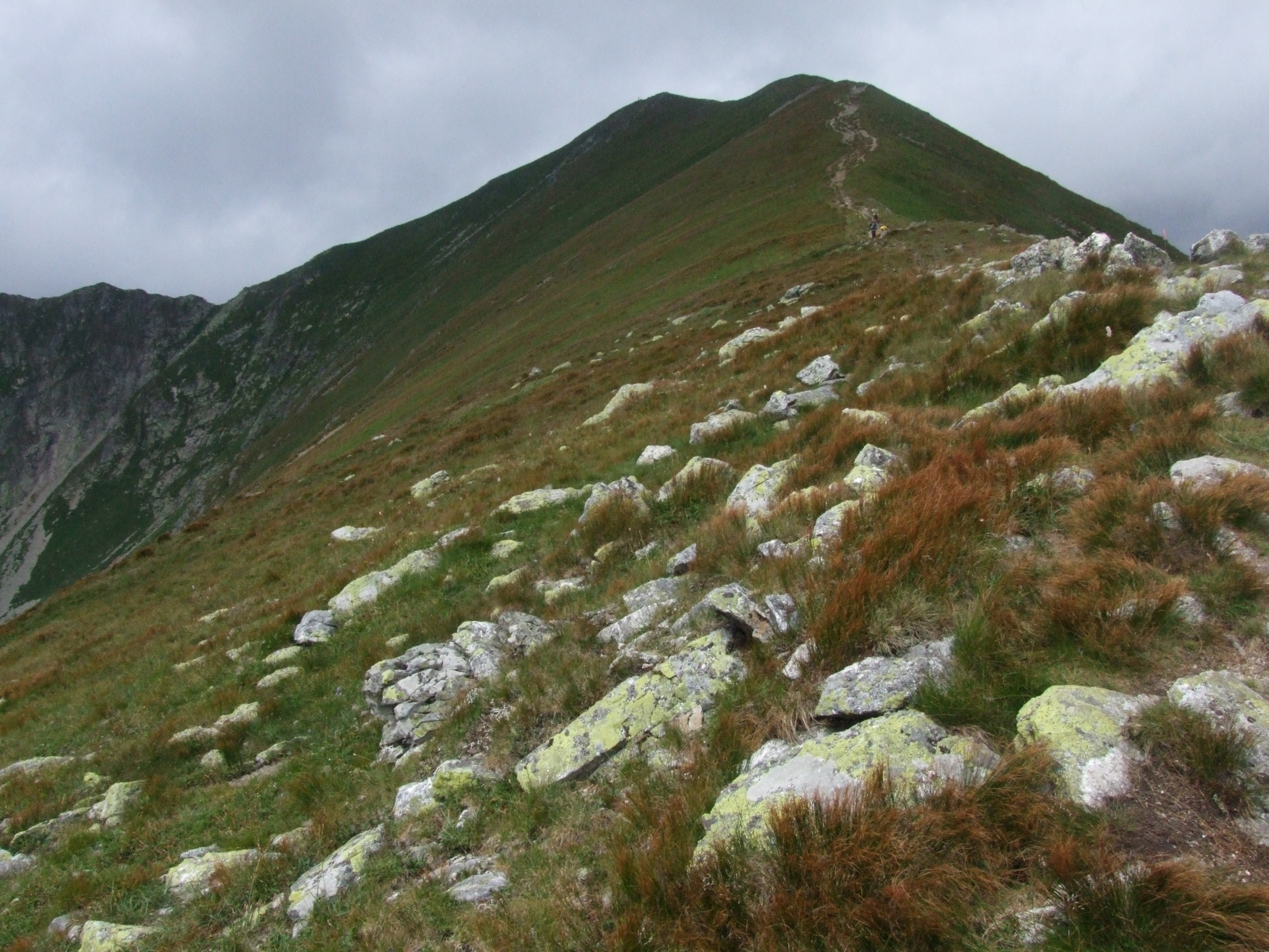
Bisztra (2248 m)

- Hruba kopa (Hrubá kopa) – 2166 méter
- Tri kopy (Tri kopy) – 2154 méter
- Alsó-Bisztra (Nizná Bystrá) – 2153 méter
- Príszlop (Príslop) – 2145 méter
- Hruby-hegy (Hruby vrch) – 2137 méter

## Völgyek
Főbb völgyei:
- Rohács-völgy (Roháčska dolina)
- Zsári-völgy (Žiarska dolina)
- Jamniki-völgy (Jamnícka dolina)
- Racskó-völgy (Račkova dolina)
- Csendes-völgy (Tichá dolina)

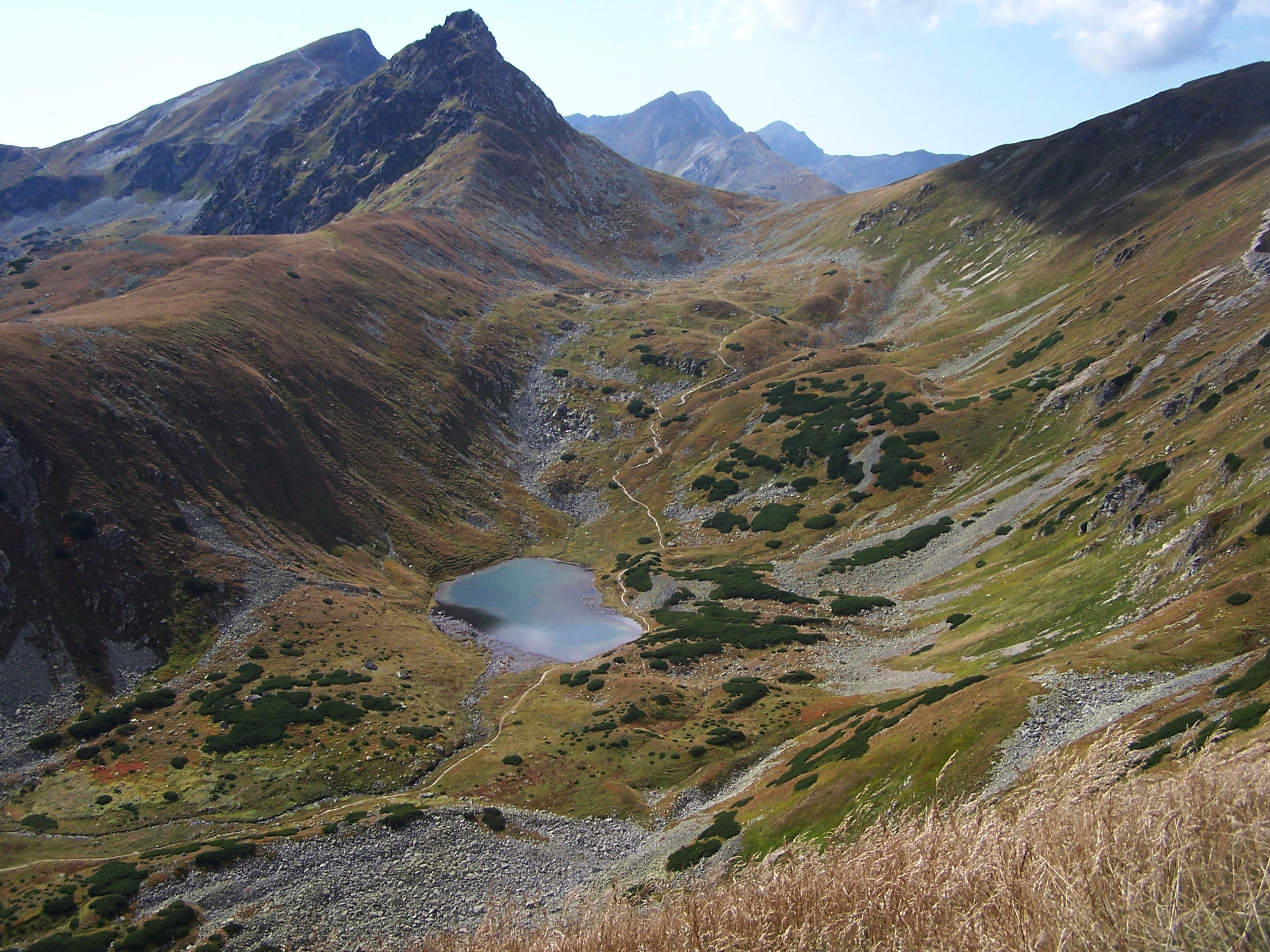
A Jaminiki-völgy, hátul a Hegyes-Rohács

Más a hegység képe északról. Két nagy völgyrendszer nyomul szívébe: az árvai oldalról az Árva folyó vizének adózó Sztudena-völgy, a lengyel oldalról pedig a Fekete-Dunajec két ága: a Chocholowi- és Koscieliska-völgyek.   
E két völgyrendszer vízválasztója, mely a régi magyar-galíciai határt is hordozza, a Volovec széles, füves csúcsából, a régi Magyarország északi nagy határbemetszésének DNy-i sarkából indul ki s észak felé egyre alacsonyodva, végül az árvai nagy lápos síkságba (Bur) hanyatlik. 
Az északi oldalon a hegység áttekintését az a mészkő és dolomitpászta nehezíti meg, mely a Sztudena patak É-i partján, a bresztovai erdőőri laktól K-re az Oszobita (1687 m) hatalmas sziklacsúcsával kezdődik és a Zakopane feletti Giewonton át a Bélai-havasokkal végződik. A Bialka széles völgye szakítja csak ketté e terjedelmes vonulatot; nyugati darabja az árvai területre is átnyúló, az Oszobitától a Sima-hágóig, a Roztoka- és Bialka-völgyekig terjedő Lengyel-Tátra, keleti darabja pedig a Javorinától Barlangligetig vonuló sokkal kisebb Bélai-havasok. A Chocholowi- és Koscieliska-völgy vizei ezt a mészkőpásztát áttörik s ez áttörési szakasznak köszönheti különösen az utóbbi vadregényességét s nagy hírét. Az árvai oldal másik nagy völgyének, az Oravicának forráspatakjai e mészkő- és dolomitpászta (az Oszobita) külső; északi oldalán erednek s így hegységünkig nem jutnak el.    
Az említett két nagy északi völgy: a Sztudena- és Chocholowi-völgyek tehát nemcsak hogy kényelmes utat nyitnak a hegység, szívébe, de elviszik a turistát az északi mészkőpászta nagyszerű hegyei-völgyei közé is; ezzel szemben a Vág-völgytől hosszú utat kell tennünk rossz úton, érdektelen vidéken, amíg hegyeink lábához elérkezünk. Nagyrészt ez az oka annak, hogy e hegység turistaforgalma túlnyomóan északról táplálkozott s hogy legszorgalmasabb látogatói mindig a lengyelek voltak.    

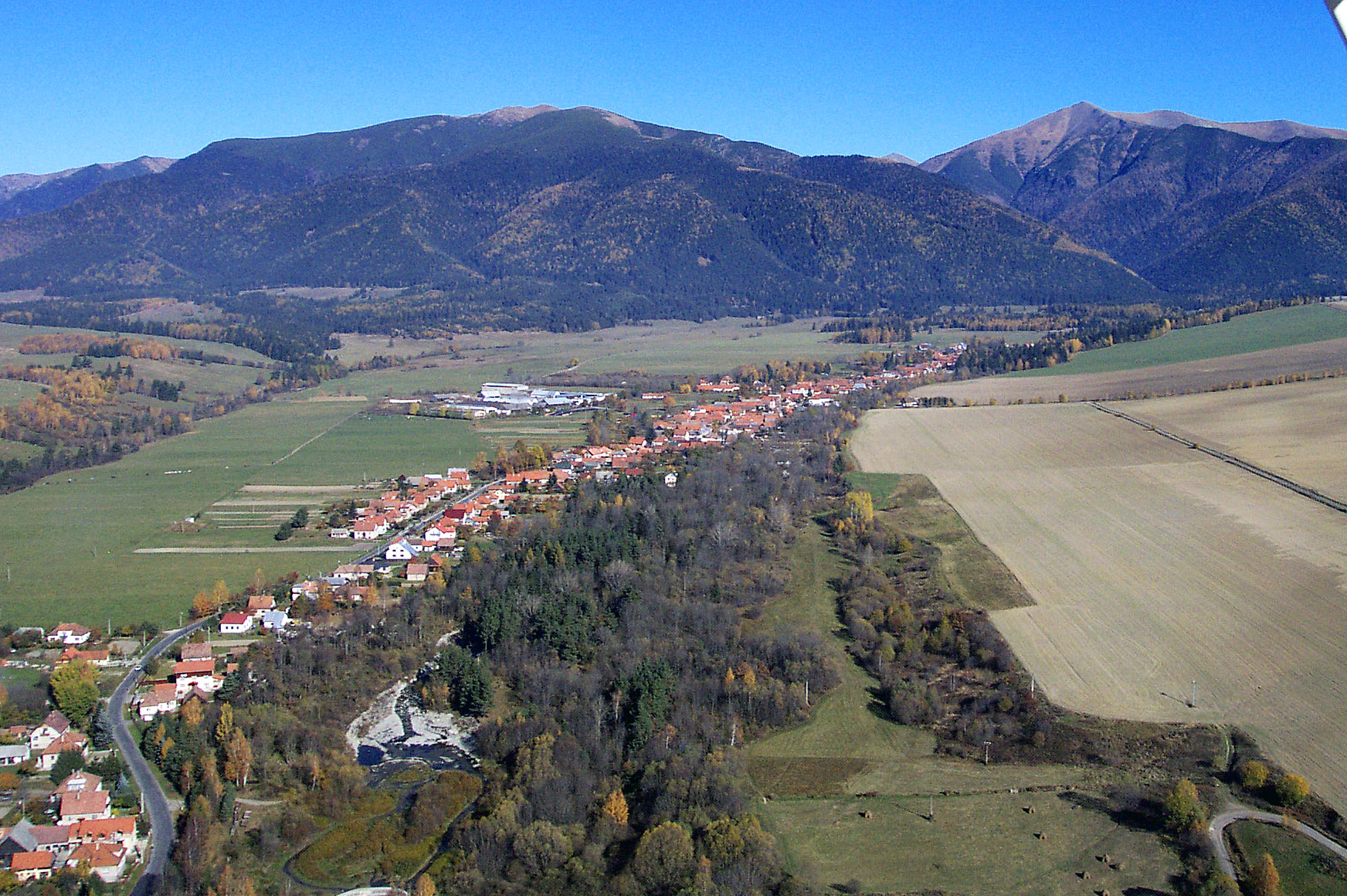
A Liptói-havasok dél felől, az előtérben Szmrecsán falu

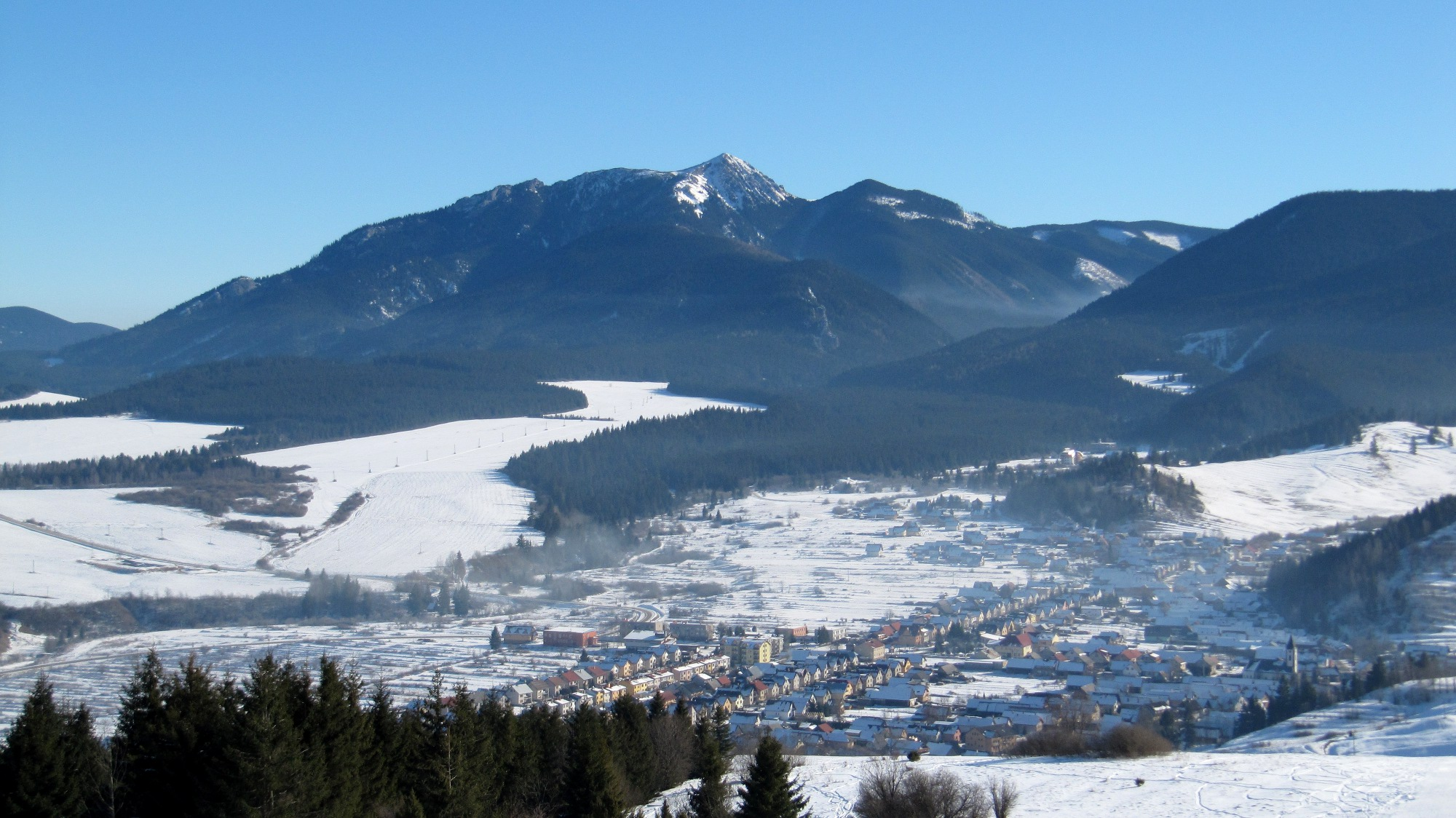
A Liptói-havasok nyugat felől, az előtérben Bölényfalu, a háttérben az Oszobita (1687 m)

A hegység legszebb, Tátrára emlékeztető szakasza a Jalóci-völgyet a Sztudena-völggyel összekötő Palenica-hágó (1574 m), valamint a Racskova- és Iwanowka-völgyek (utóbbi a Chocholowi-völgy mellékvölgye, melyen a Stararobota patak folyik végig) hágója (1946 m) közti szakasz: a Rohács-csoport. Éles, sziklás, zegzugosan haladó gerince a belőle kiágazó szárnygerincekkel törmelékes katlanokat zár körül, melyek mélyén még ma is a magashegység igazi csöndje és érintetlensége lakik. Egyetlen ösvény nem kel át e gerincszakaszon. Legvadabb a Placslivo (2126 m) – Rohács (2070 m) – Volovec (2065 m) gerince, melynek: fénypontja a Rohács kettős szarvú, északon hatalmas fallal páncélozott csúcsa. Legszebb völgye az árvai Sztudena-völgy egyik forrásvölgye: a Rohács-völgy, melynek legfelső katlanában, törpefenyő koszorújában és még három más kis tengerszem társaságában a hegység legnagyobb tengerszeme pihen; legszebb kilátóhegye a két ország, két megye határán, három folyó és két tenger vízválasztóján emelkedő Volovec.    
A legszebb gerinctúrát: a Placslivo-Rohács-Volovec gerincszakaszt Dőri Gy. és Ferenczy K. már 1896-ban bejárják; hogy elsőkül-e, nem tudom. A legszebb falat: a Rohács ÉNy-i falát a lengyel Lucia és A. Konopczynski (1910), a Hruba-Kopa ÉNy-i falát pedig Z. Klemensiewicz és S. K. Zaremba (1932) másszák meg. A Rohács É-i fala már áldozatot is követelt: 1911 júniusában itt járnak szerencsétlenül K. Jene és L. Koziczinski, sziléziai lengyel turisták.    
A Rohács-csoport téli turistáiról a kilencvenes évek elején találjuk az első adatot: a bécsi A. Gebauer már 1890 április elején jár a Priszlopon (2145 m). A lengyel Ada Swiderska K. Bachleda tátrai vezető társaságában 1905 telén megmássza a Bisztrát. A magyar turisták közül Barcza I., Horn K. L. és Serényi J. 1906 húsvétján a Volovecen járnak. A lengyel L. Loria és társai 1909-1914 között, a Salatinsky-vrch, Spalona, Banovka és Rohács csúcsaira tesznek téli túrákat, így a téli Rohács-gerincet H. Bednarski, J. Lesiecki, L. Loria, M. Zaruski, S. Zdyb és J. Zulawski 1911. március 21-24-én járják be. A sísport természetesen ide is bevonul, de nagyobb forgalmat a legújabb időkig jóformán csak az északi oldal síelői, a lengyelek teremtenek.    

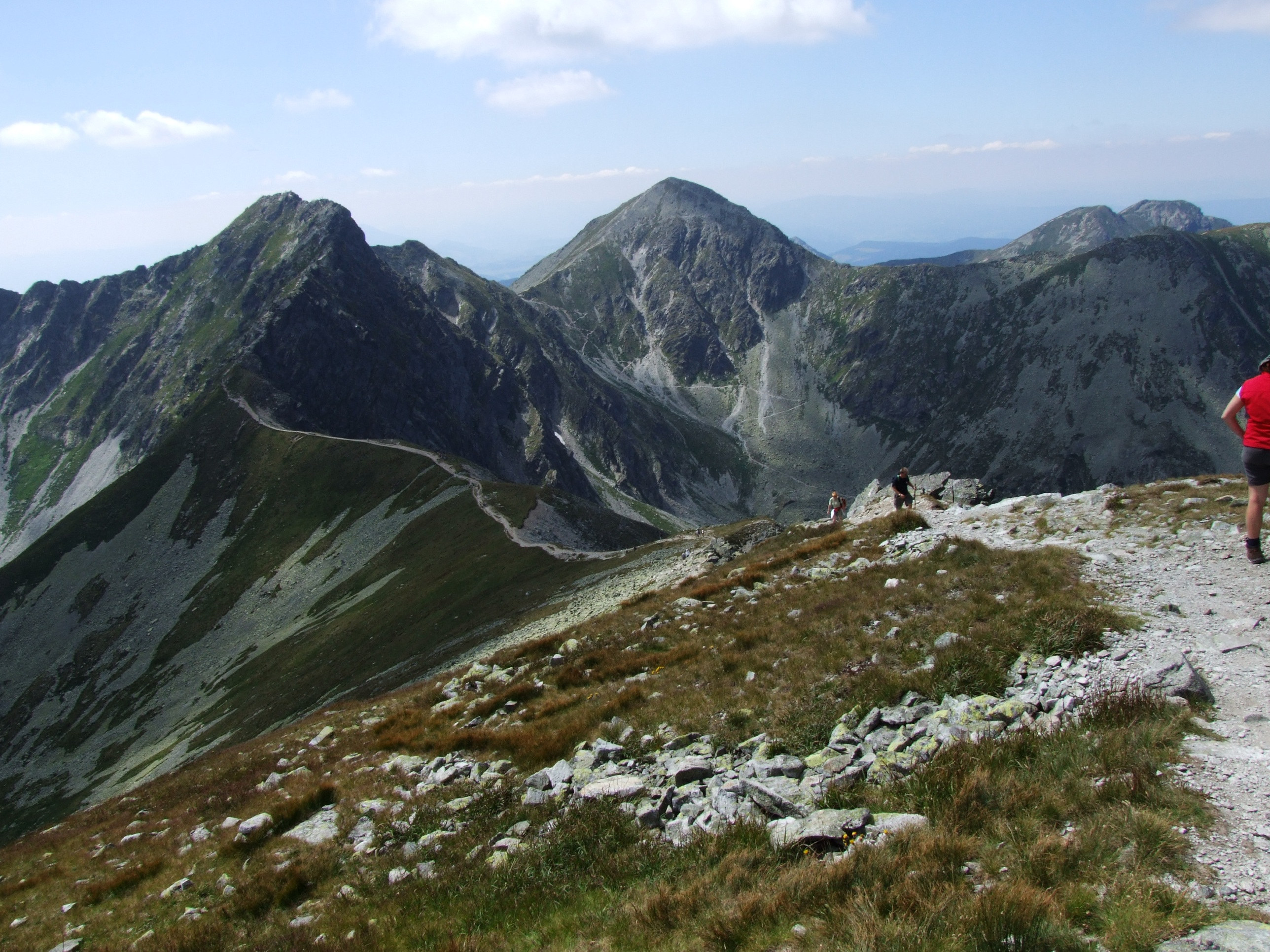
A Banikov (2178 m), a Pahola (2167 m) és a Spalona (2083 m) hegycsúcsok

Feltárómunka tekintetében a hegység sokáig egyike a Felvidék legmostohábban kezelt vidékeinek. Közlekedési, társadalmi és nemzetiségi nehézségek mellett a hegység legnagyobb hibája az volt, hogy – túl közel van a Magas-Tátrához; ez borította árnyékba hosszú időn át s akadályozza ma is fejlődését. A Magyarországi Kárpát Egyesület (MKE) 1884-ben alakult liptói osztálya, ha lett is volna ereje nagyobb alkotásokra, azokat elsősorban a Magas-Tátra liptói részében létesítette volna. Ily módon itt a legújabb időkig a turistakultúrának csak igen szerény jeleivel találkozunk. A Rohács-csoport a déli oldalon szénakalibákon kívül egyetlen megszállóhellyel sem rendelkezett, míg északon Bölényfalu község, de főleg a Sztudena-völgy szűkebb bejáratát őrző, az árvai közbirtokosság tulajdonát képező bresztovai erdőőri lak volt a Rohácsra induló turisták kedves megszállóhelye. A Rohács-völgy felső részében már az 1880-as évek körül kis védkunyhó állott. A Chocholowi-völgyön át lehetett még a Rohács-csoportot a legjobban megközelíteni, amennyiben Chocholowka pásztortelepig kocsiút vezetett, melynek alsó szakaszát (Zakopanéból a Fekete-Dunajec völgyébe) 1909 körül műúttá építik ki. A völgy felső részében, a Jarzembica és Starorobota-patakok összefolyása táján a PTT 1912-ben síkunyhót, 1930-1931-ben pedig még följebb, a Chocholowka-réten (havasi pásztortelep szomszédságában) a Varsói Síklub (Warszawski Klub Narziarzy) pompás, 55 ágyas, vendéglős símenedékházat emel, elsősorban a Volovec és környéke kedvéért.    
A Liptói-havasok keleti völgyeibe: a Kameniszta-, Csendes- és Koprova-völgyekbe az erdőkincstár podbanszkói erdőőri háza szolgált kiinduló pontul, amelyben a MKE kérésére a turistáknak szobát rendeznek be (1895) s ahová a MKE liptói osztálya 1884-ben a központ 200 K-ás adományával Csorba-tótól ösvényt, a központ pedig 1893-1894-ben ugyanonnan Dénes F. nyomvezetése alapján egy másik 13 km-es utat épít. Ez utóbbi költségeihez az egyesület 2600, az erdőkincstár 1600, Liptómegye 960, Szentiványi J. pedig 200 K-val járult. Ez az út lett volna bevezetője a Nyugati-Tátra és Liptói-havasok erőteljesebb felkarolásának, melynek a MKE által kidolgozott terveit a földművelésügyi minisztérium már 1903-ban elfogadja s a MKE-nek a kormányhoz 1907-ben felterjesztett emlékirata megismétli s tovább részletezi. Az elgondolás tengelye a Tátra-fürdőket összekötő útnak Csorba-tótól Podbanszkón, a Csendes-völgyön és a Tomanova-hágón át a Koscielisko-völgybe való meghosszabbítása s ekként a Tátra-körút teljes körré való bezárása volt. A Koprova-völgyben, a Csendes-völgy alsó részében s a Tomanova-völgy betorkolásánál, a Jávor-szikla alatt menedékházat terveznek. (Az utóbbit Mihalik már 1890-ben sürgeti). A kormány az eszmét magáévá tette s a tomanovai út részletes tervei is elkészültek – aztán jött a háború, az összeomlás.    
A KV tovább propagálja a tervet, a lengyelek azonban – mint az 1928-ban folytatott tárgyalások alkalmával kitűnt – a természetvédelmi eszmék hatása alatt a Koscieliska-völgyben többé nem hajlandók autóutat építeni. Így merült fel a bővített Tátra-körút gondolata, amely a Liptói-havasokat is befoglalná, Podbanszkótól a Liptói-havasok déli lábainál vonulna tovább s a Kvacsáni-völgyön, vagy valamely más alkalmas hágón át az északi oldalra kerülve érné el Zakopanét. E kérdésről alább, a Tátra-körút tárgyalásánál még szó lesz.    
A háború után leghamarabb az árvai oldalról, a Sztudena-völgy kapuján át indult meg a feltáró munka. A KCST alsókubini osztálya 1922-re már elkészíti az egész Rohács-csoport jelzéshálózatát; így jelzés visz az Oszobita, Rakon, Volovec, Rohács, Placslivo, Banovka csúcsaira; a Látana-völgyben menedékkunyhót épít (1926-ban leégett), bérbe veszi a Rohácsi tengerszem alatti régi menedékkunyhót, azt 1925-ben katonai segítséggel kijavítja s a völgyben 6 új hidat épít. Ezt a 20 személynek szállást nyújtó menedékházat 1929-ben az árvai közbirtokosság az osztálynak ajándékozza s e mellé épít az osztály 1934-ben egy második kunyhót. A régi kunyhóban most a konyha és a vendéglős lakása talált elhelyezést, míg az új kunyhó két hálótermében és két kis padlásszobájában összesen 45 hálóhely várja vendégeit.    
A Látana-völgy leégett menedékházának pótlására az osztály a Látana- és Rohács-völgyek találkozását jelző Zverovka-réten, az Oszobita alatt 33000 csK költséggel (és katonai segítséggel) új, 2 hálóteremből, konyhából és verandából álló menedékházat épít (1928, befogadóképessége 1933-ban 40 személy), azt 1932-ben vízvezetékkel látja el, sőt 1934-ben a szomszédos erdőőri ház 3 szobáját is kibérli és felszereli, úgyhogy a telep együttes befogadóképessége 65 személyre emelkedik.    
A liptóiak csak a legújabb időben kezdenek érdeklődni e hegyek iránt. A Pribilina feletti Racskova-völgynek a Rohács és Volovec alá vezető mellékvölgyében: a Jamniki-völgyben a KCST liptószentmiklósi osztálya előbb (1930) hatágyas turistaszállást létesít, majd pedig (1934) a Racskova-völgy nyílásában, 900 m magasságban a déli oldal első igazi, lakott turista-menedékházát építi fel. Kőalapon fából épült földszintes, manzárdos épület ez, földszintjén étteremmel, két hálótermében 12 ággyal, hat padlásszobájában 20 ággyal. A jelek szerint ez a ház új telepnek alkotja majd magját, mint ahogy menedékházat terveznek már a Szmrecsányi- (zsári-) völgyben is, amihez Zsár község telket és fát adott.    
Úgy látszik, a sísport avatja a Liptói-havasokat a jövő hegységévé s hozza meg számára talán a fejlődést, mert az erre való alkalmasság szempontjából a Magas-Tátra meg sem közelíti.